# Kate Gardiner
Kate Gardiner (geboren am 21. September 1885 in Liverpool, England; gestorben am 29. Januar 1974 in Hastings, Neuseeland) war eine hauptsächlich in Kanada und Neuseeland aktive Bergsteigerin.

## Leben
Kate Gardiner kam in Wavertree, einem Stadtteil Liverpools, als Tochter von Frederick Gardiner und Alice Evans zur Welt. Bereits im Alter von 10 Jahren kletterte sie zusammen mit ihrem Vater in den Alpen. 1926 kam sie nach dem Tod ihrer Mutter nach Neuseeland und bestieg dort bereits zwei Jahre später zusammen mit H. E. L. Porter den 3724 m hohen Aoraki/Mount Cook, den höchsten Berg des Landes. Von da an pendelte sie zwischen Neuseeland, Kanada und der Schweiz, wobei ihr in den Neuseeländischen Alpen und den Kanadischen Rocky Mountains mehr als ein Dutzend Erstbesteigungen gelangen. Sie bestieg auch den höchsten Berg der Alpen, den 4807 m hohen Mont Blanc. Am 3497 m hohen Mount Tasman, dem zweithöchsten Berg Neuseelands, scheiterte sie dreimal und musste wegen widriger Wetterverhältnisse beim dritten Versuch neun Tage abgeschottet am Berg überstehen. Später im Jahr bezwang sie den Berg als zweite Frau überhaupt. Weitere Erfolge feierte sie am Ruapehu, Mount Aspiring und Mount Tutoko. 1950 zog sie nach Neuseeland, wo ihr letzter Aufstieg 1951 an den Minarets gelang. 1974 verstarb sie in Hastings.
Gardiner ist Namensgeberin des Lake Agnes.